# Роланд Теодор Симонетт
Роланд Теодор Симонетт (англ. Roland Theodore Symonette, нар. 16 грудня 1898, Ельютера, Багамські Острови — пом. 13 березня 1980, Нассау) — перший прем'єр-міністр Багамських Островів.
Народився у родині пастора-методиста. Був одним з найбагатших людей на Багамах. З 1925 до 1977 року постійний член парламенту від округу Ширлі. З 1955 до 1964 — голова уряду Островів. 1964 року після набуття Багамами автономії, посів пост прем'єра, який займав до 1967 року. Був тричі одружений. 1959 року отримав лицарське звання. Зображений на банкноті в 50 багамських доларів. На посту глави уряду його замінив Лінден Піндлінг.